# Pentax ME F
Die Pentax ME F kam 1981 auf den Markt und wurde bis 1984 gebaut. Sie basiert auf der ME Super, wurde allerdings sehr stark überarbeitet und war die erste in Serie gebaute Autofokus-Spiegelreflexkamera für 35-mm-Film. Sie ist damit ein Meilenstein in der Entwicklung der Fotografie. Die ME F ist Teil der Pentax-M-Serie, neben der Pentax ME (1976), Pentax MX (1976), Pentax MV (1979), Pentax ME Super (1980), Pentax MV-1 (1980) und Pentax MG (1982).
Die Kamera verfügt über einen ins Gehäuse integrierten Kontrast-Autofokus, der durchs Objektiv misst (TTL) und den Fokussiermotor des speziell für die ME F konstruierten SMC Pentax AF 2.8/35-70-mm-Objektivs steuerte, das allerdings das einzige Autofokus-Objektiv für diese Kamera blieb. Die Kommunikation zwischen Kamera und Objektiv erfolgte dabei über elektrische Kontakte im Bajonett des Kamera-Gehäuses, über das man aber auch jedes andere Objektiv mit K-Bajonett an die ME F anschließen und sie damit als manuelle Kamera mit Fokussier-Hilfe im Sucher nutzen konnte.
Das Autofokus-Objektiv selbst enthielt außer dem Fokussiermotor auch ein Batteriefach für 4 AAA-Zellen à 1,5 V, wodurch es entsprechend groß und schwer war. Obwohl der Autofokus der ME F sehr langsam und bei ungünstigen Lichtverhältnissen außerdem ungenau war, wurde sie damit gleichwohl ein technologischer Meilenstein, der das Zeitalter der Autofokus-Spiegelreflexkameras einläutete.

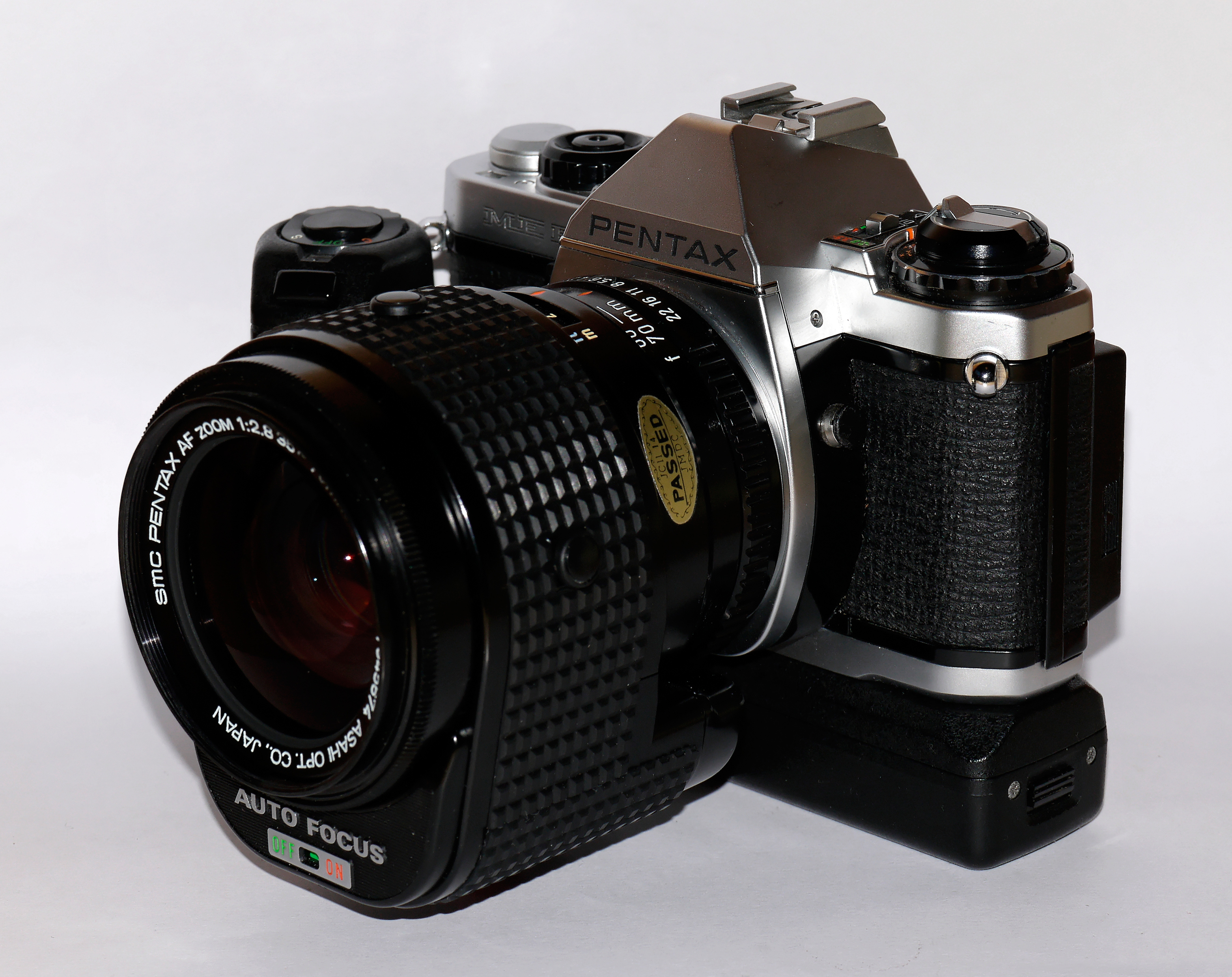
Pentax ME F mit AF 2.8/35–70-mm-Objektiv, Winder ME2 und Datenrückwand M

## Daten und Ausstattungsmerkmale
Die Pentax ME F ist eine 35-mm-Spiegelreflexkamera mit TTL Lichtmessung. Der Objektivanschluss ist das Pentax-K-Bajonett, das um einige elektronische Kontakte ergänzt wurde.

### Verschluss
Der Verschluss der ME F ist ein vertikal ablaufender Seikogab MFC-E2 Lamellenverschluss. Der Verschluss ist elektronisch gesteuert und bietet einen Verschlusszeitenbereich von 4 s bis 1/2000 s plus B (Bulb). Die Blitzsynchronzeit beträgt 1/125 s.

### Messsystem und Messcharakteristik
Das Messsystem der ME F misst durch das Objektiv (TTL), arbeitet mittenbetont und basiert auf einer Gallium-Arsenid-Phosphid-Fotodiode.

### Selbstauslöser
Der Selbstauslöser ist bei der ME F mechanisch und kann über den Selbstauslöserhebel variabel eingestellt werden.

### Sucherinformationen
Der Sucher der ME F bietet ein großes und übersichtliches Sucherbild. Die Belichtungsmessung wird mit grünen, gelben und roten LEDs links vom Sucherbild angezeigt. Unter dem Sucherbild befinden sich drei weitere LEDs zur Scharfstellungsunterstützung (Mitte: grün, links und rechts davon rot): wird zum Scharfstellen eine Linksdrehung des Objektivs benötigt, leuchtet die linke LED auf, zur Rechtsdrehung die rechte und sobald die Schärfe korrekt ist, leuchtet die mittlere grüne LED.

### Gehäuse
Die ME F wurde in Silber und Schwarz angeboten.

## Zubehör

### Rückwände
- Digital Data M zur Einbelichtung von Datums in verschiedenen Varianten

### Winder
- Winder ME
- Winder ME2